# OpenSea
OpenSea is wereldwijd de grootste marktplaats voor non-fungible tokens of NFT's. Het werd op 20 december 2017 opgericht door Devin Finzer en Alex Atallah in New York.
Bekende kunstenaars die hun kunstwerken veilden op OpenSea zijn onder meer Beeple, Banksy, Takashi Murakami, H.P. Baxxter, Damien Hirst en de Golden State Warriors.

## Beschrijving
Gebruikers kunnen gratis NFT's genereren op OpenSea en deze aanbieden voor directe aankoop of veiling. OpenSea is gebaseerd op de Ethereum ERC-721-standaard. Een crypto-portemonnee zoals Bitski of MetaMask is vereist om te handelen.
Na een pre-seed ronde in 2018 door Y Combinator, haalde OpenSea in november 2019 een durfkapitaal op van 2,1 miljoen Amerikaanse dollar. In maart 2021 haalde OpenSea opnieuw een bedrag aan durfkapitaal op, ditmaal ging het om 23 miljoen dollar.
In maart 2021 bedroeg de omzet omgerekend ongeveer 147 miljoen Amerikaanse dollar. In april 2021 zijn ruim 20 miljoen activa beschikbaar op OpenSea.
Eind augustus 2022 werd bekend dat het handelsvolume op het platform met 99 procent was gedaald. Waar er op 1 mei nog voor ruim 405 miljoen dollar werd verhandeld, was dit op 28 augustus nog slechts 5 miljoen dollar. De grote daling wordt toegeschreven aan de gekelderde interesse in NFT's en waardedaling van cryptovaluta in het algemeen.